# 拉菲爾·馬基斯·馬利安奴
拉菲爾·馬基斯·馬利安奴（Rafael Marques Mariano，1983年5月27日—），生于聖保羅。
他在效力文尼沙士邦時已獲得了土耳其國籍。他目前有資格效力土耳其，他是繼盧布利和奧利里奧後第三個入土耳其籍的巴西球員。他的土耳其名字是拉費·艾·馬基斯 。

## 职业生涯
他曾效力过庞特普雷塔、帕尔梅拉斯等队，2005年前往土耳其踢球并获得该国国籍，由于表现出色，媒体曾呼吁让他加入土耳其国家队。2009年，马科斯前往大宫松鼠淘金，4个赛季出场97次打入29球，2012赛季，他加盟博塔弗戈，73场比赛打入19球，其中巴甲联赛36场打入10球。

## 外部連結
- 日本職業足球聯賽中的拉菲爾·馬基斯·馬利安奴 （日語）
- 彭美拉斯官方資料 （页面存档备份，存于）